# Parafia św. Mikołaja w Łubowie
Parafia Świętego Mikołaja w Łubowie – rzymskokatolicka parafia leżącą w granicach dekanatu pobiedziskiego. Erygowana w XIII wieku.

## Dokumenty
Księgi metrykalne: 
- ochrzczonych od 1945 roku
- małżeństw od 1945 roku
- zmarłych od 1945 roku